# Amal Azzudin
Amal Azzudin (Somalië, 1990) is een Somalisch-Schotse vluchteling en activiste die de organisatie Glasgow Girls heeft mede-opgericht. Deze groep van zeven jonge vrouwen voerden actie tegen de harde behandeling van asielzoekers als reactie op de hechtenis van een van hun vriendinnen. Het werk van de groep vergrootte de publieke bewustwording, kreeg steun van het Schots parlement en beïnvloedde de veranderingen rondom de immigratie wetten.

## Jeugd
Azzudin werd geboren in Somalië geboren en kwam in 2000 naar Schotland, samen met haar zwangere moeder. Ze ontvluchtten de Somalische burgeroorlog. Na vier jaar kregen ze een verblijfsvergunning. Samen met zes vriendinnen van de Drumchapel High School startte ze de Glasgow Girls. De groep werd gevormd nadat het huis van een van hun schoolvriendinnen, Agnese Murselaj, een Roma uit Kosovo werd binnengevallen door veertien agenten van de grenspolitie. Na een aantal weken was de familie nog steeds niet vrijgelaten. 'Hoewel ik mijn verblijfsvergunning had, kon ik niet stilzitten. Ik moest iets doen. Dat had mijn familie kunnen zijn', aldus Azzudin.

## De Glasgow Girls
De Glasgow Girls, met steun van leraar Euan Girvan, voerde actie namens de familie. Hun online petities gingen viraal en de eerste minister van Schotland, Jack McConnell stemde er in toe om hen te ontmoeten. De Glasgow Girls wisten niet alleen de uitzetting van de familie Murselaj te voorkomen, maar zorgden ook voor een verandering in asiel wetgeving.
In 2012 maakte het Schots Nationaal Theater een musical over het leven van de Glasgow Girls. BBC Schotland maakte in 2014 een muzikale drama show over de Glasgow Girls. Dit won een prijs bij de Royal Television Society Schotland en het beste TV drama bij de BAFTA Schotland awards in november 2015.

## Carrière
Na het afronden van haar master in mensenrechten en internationale betrekkingen werkte ze voor de Mental Health Foundation Scotland als een medewerker gelijkheid en mensenrechten. Ze stuurt hierbij het vluchtelingen programma aan, waaronder het Sawti project. Sawti, Arabisch voor mijn stem, heeft tot doel om bewustwording te vergroten over mentale gezondheid en welzijn en heeft een mentoring systeem opgebouwd voor vluchtelingen en asielzoekers in Schotland.
In 2015 ging Azzudin samen met twee andere activisten, Margaret Woods en Pinas Aksu naar Lesbos. Hier arriveerden 3000 vluchtelingen per dag vanuit Turkije. Over haar ervaringen hield ze een dagboek bij voor de Herald Scotland.

## Prijzen
2016 Saltire Society's Young Outstanding Woman of Scotland. Azzudin won een speciale prijs vanwege het tachtig jarige jubileum van Salture Society.
Amal Azzudin is een ambassadeur van de Schotse Vluchtelingen Council.